# ヘンノナコンタン
| ヘンノナコンタン | ヘンノナコンタン |
| ---------------- | ---------------- |
| CH3(CH2)89CH3    |                  |
| IUPAC名          | ヘンノナコンタン |
| 分子式           | C91H184          |
| 分子量           | 1278.4347        |
| CAS登録番号      | 7719-97-3        |

ヘンノナコンタン (Hennonacontane) とは、直鎖状のアルカンの1種。炭素原子が91個、分岐することなく一列に連なっている。分子式はC91H184。分子量は1278.4347。